# Tunnel Kelsterbacher Spange

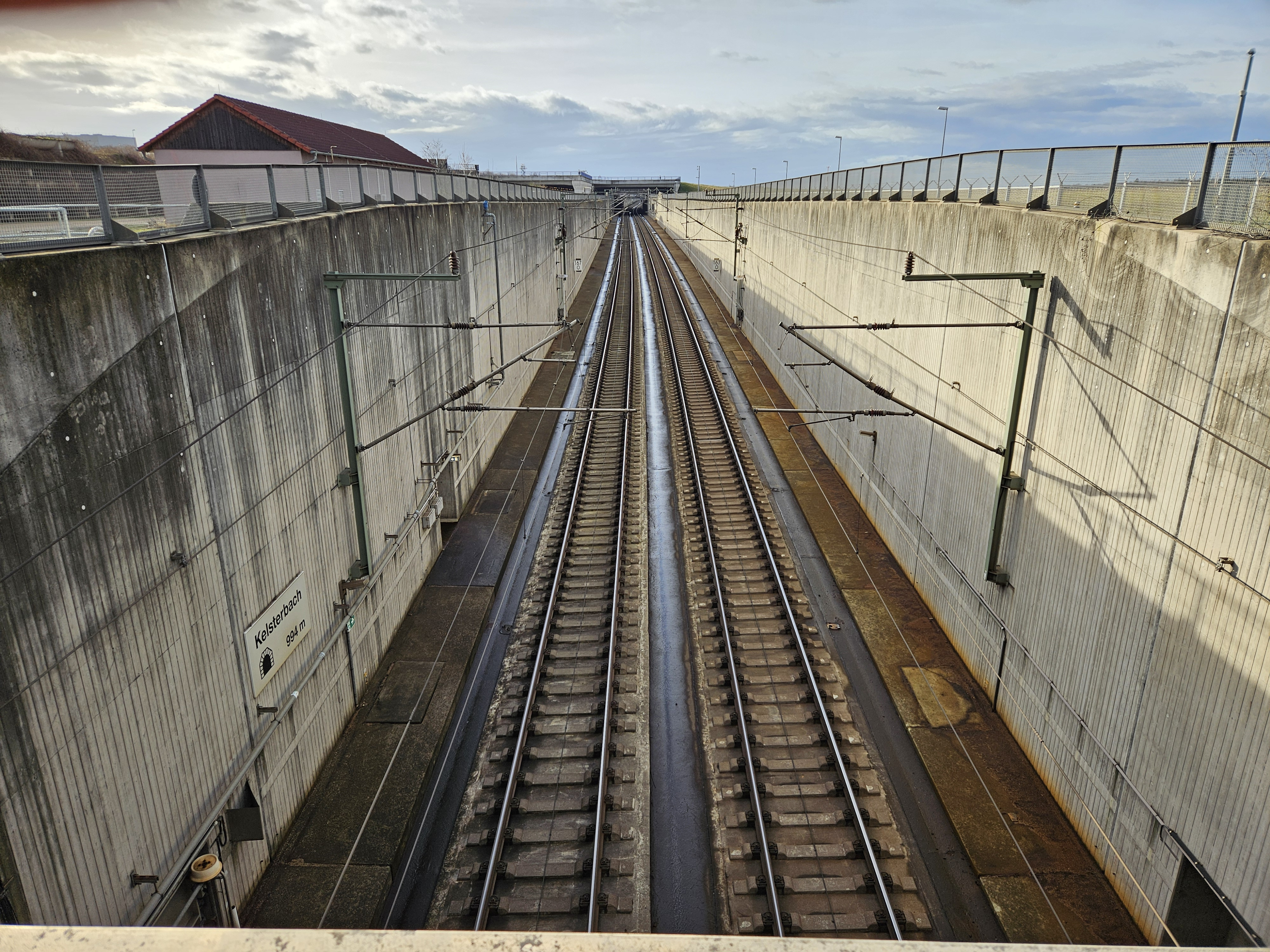
Blick vom Südwestportal auf die Strecke Richtung Köln (Dezember 2023)

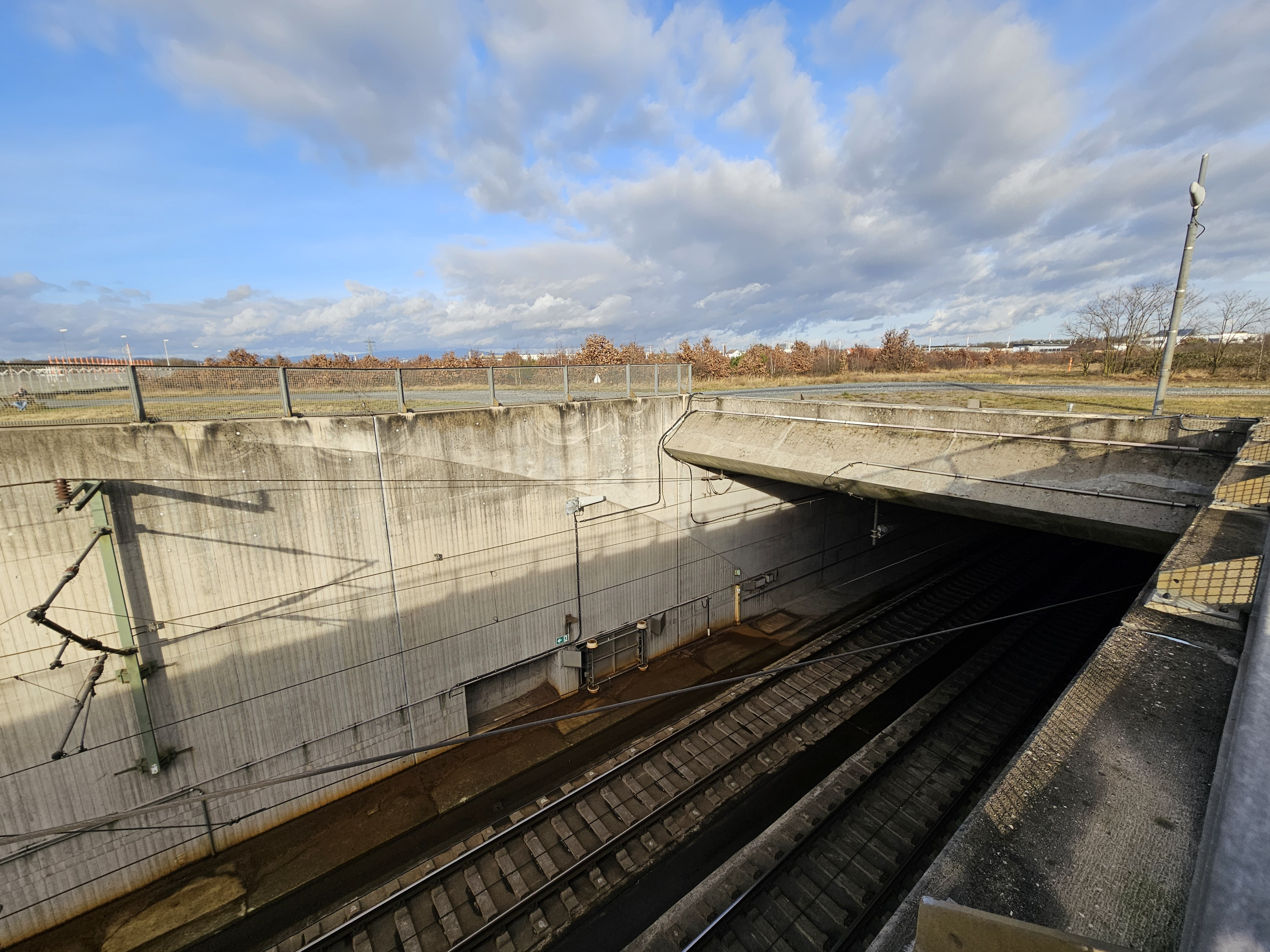
Blick auf das Südwestportal

Der Tunnel Kelsterbacher Spange (auch: Tunnel Kelsterbach, Kelsterbacher-Spange-Tunnel) ist ein 994 m langer Tunnel der Schnellfahrstrecke Köln–Rhein/Main. Er unterquert die Querspange Kelsterbach der Bundesstraße 43 mit der Anschlussstelle Kelsterbach der Bundesautobahn 3 und trägt daher seinen Namen.
Der Tunnel nimmt zwei Gleise in Fester Fahrbahn auf.

## Verlauf

Der Tunnel im Gleisplan des Verlaufs der Schnellfahrstrecke Köln–Rhein/Main bei Frankfurt

Die Röhre verläuft unmittelbar nördlich parallel zur Bundesautobahn 3 in südwestlicher Richtung.
Das Nordostportal liegt beim Strecken-Kilometer 168,1 (50° 2′ 58,5″ N, 8° 33′ 13,3″ O), das Südwestportal liegt bei 167,1 (50° 2′ 45,7″ N, 8° 32′ 27,5″ O).
An beiden Seiten schließen sich Trogbauwerke an. Die Gradiente der Strecke fällt von beiden Seiten zur Mitte hin ab. In der Mitte (bei 50° 2′ 53″ N, 8° 32′ 50″ O) liegt ein kurzes Lichtloch.
Am Nordostportal liegen die Einfahrsignale des Flughafen-Fernbahnhofs Frankfurt. Die Feste Fahrbahn der Schnellfahrstrecke geht in diesem Bereich in den konventionellen Schotter-Oberbau des Flughafen-Fernbahnhofs über. Unweit des Portals überquert die Schnellfahrstrecke die zum Flughafen-Regionalbahnhof führende Flughafen-S-Bahn.
Der minimale Radius der Gleisanlagen liegt in diesem Abschnitt bei 1700 m, bei einer Entwurfsgeschwindigkeit von 220 km/h.

## Geschichte

### Planung
Bereits Ende 1995 lag die geplante Länge des Bauwerks bei 995 m, ebenso Ende 1997.

### Bau
Der Röhre wurde in offener Bauweise erstellt.
Der Tunnel liegt im rund fünf Kilometer langen Planfeststellungsabschnitt 35 der Strecke. Zwischen September und November 1998 wurde eine Feste Fahrbahn vom Typ Rheda eingerichtet.

### Betrieb
Der Tunnel wird seit 1999 von Reisezügen befahren.
Im ersten Halbjahr 2014 sollten in dem Bauwerk die Schienen gewechselt werden.